# Aliaksandr Pàulavitx Hleb
Aliaksandr Pàulavitx Hleb, de vegades escrit Alexander Hleb o Alexander Gleb (belarús: Аляксандр Паўлавіч Глеб, IPA: [alʲa'ksandar ɣlʲeb]; rus: Александр Павлович Глеб) (Minsk, 1 de maig del 1981), és un futbolista belarús que juga com a centrecampista.
Va destacar en la seva etapa a l'Arsenal FC, cosa que li va permetre fitxar pel FC Barcelona, al qual no es va adaptar. El seu club actual és el FK BATE Borisov.
És germà del també futbolista Vyacheslav Hleb.

## Palmarès

### FK BATE Borisov
- 1 Lliga belarussa (1999)

### VfB Stuttgart
- 1 Copa Intertoto de la UEFA (2002)

### FC Barcelona
- 1 Copa del Rei (2008/09)
- 1 Lliga espanyola (2008/09)
- 1 Lliga de Campions de la UEFA (2008/09)

### Birmingham City FC
- 1 Copa de la lliga (2011)

### Individual
- Jugador belarús de l'any (2002, 2003, 2005, 2006, 2007, 2008)